# Michał Szubert

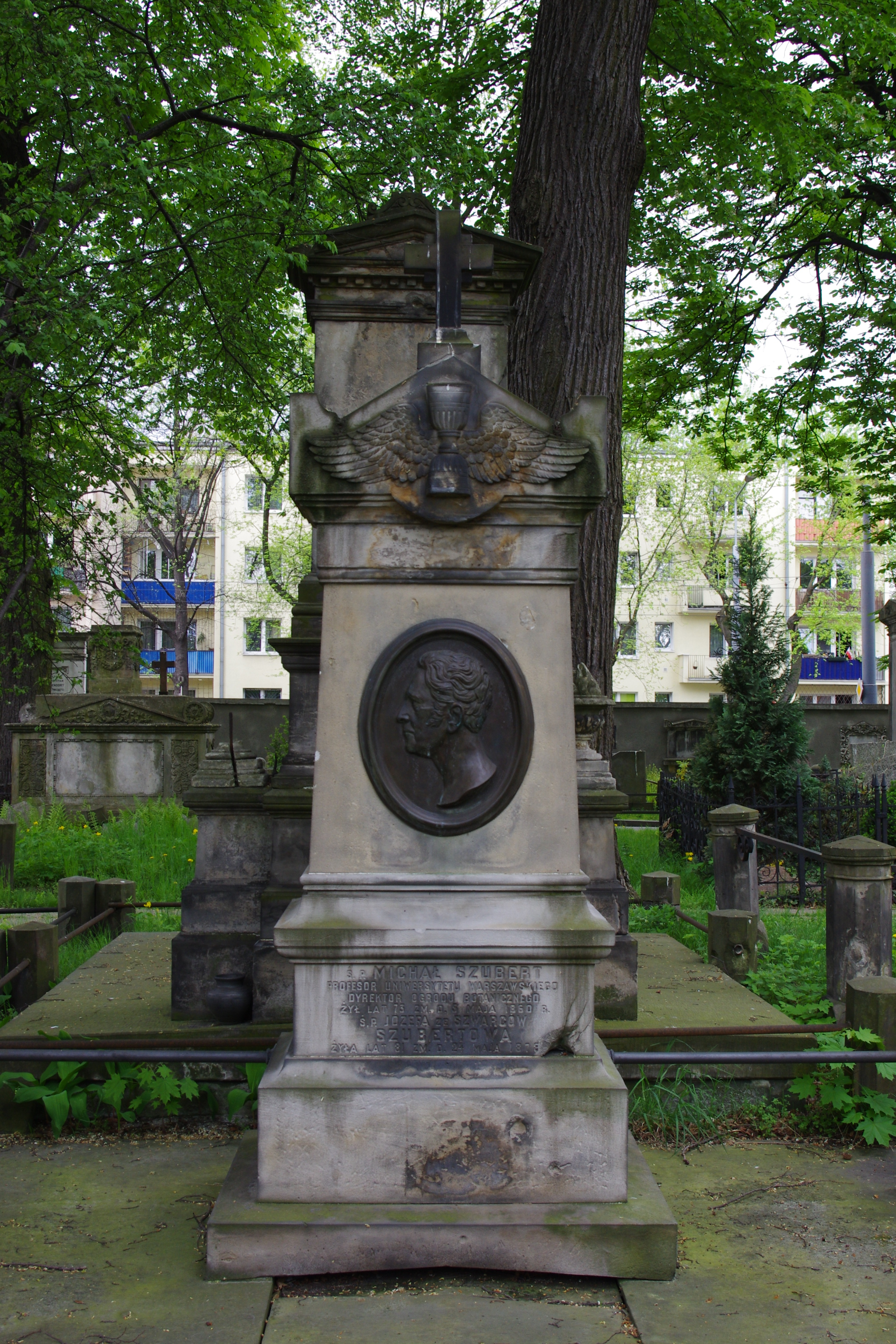
Grób botanika Michała Szuberta na Cmentarzu ewangelicko-augsburskim w Warszawie

Michał Szubert (ur. 18 kwietnia 1787 w Ząbkach k. Warszawy, zm. 5 maja 1860 w Płocku) – polski biolog i botanik. Działacz społeczny, założyciel w 1818 r. i pierwszy dyrektor Ogrodu Botanicznego w Warszawie, członek Komisji Najwyższej Egzaminacyjnej w Królestwie w 1829 roku, członek czynny Towarzystwa Królewskiego Przyjaciół Nauk w Warszawie w 1829 roku.

## Życiorys
Urodził się w zamożnej rodzinie, był synem marszałka dworu ministra Brühla. Edukację rozpoczął w ramach nauczania domowego, w późniejszych latach ukończył Liceum Warszawskie jako absolwent pierwszego rocznika. Studiował w Paryżu w latach 1809-1813. zapoznał się tam z wykładami autora naturalnego układu systematycznego roślin Antoinego Laurenta de Jussieu. Jako jego zwolennik, propagował założenia tego systemu klasyfikacji po powrocie do kraju.

## Praca dydaktyczna
Po powrocie z Paryża pracował jako wykładowca przedmiotów botanicznych i leśnictwa na działających w Warszawie uczelniach m.in. Szkole Prawa i Administracji, Liceum Warszawskim, Szkole szczególnej Leśnictwa, Szkole Farmaceutycznej. Od 1816 do 1831 (zamknięcie Uniwersytetu) pracował jako profesor botaniki Królewskiego Uniwersytetu Warszawskiego. Jego uczniami byli m.in. Wojciech Jastrzębowski, Jakub Waga, Szymon Pisulewski.

## Praca naukowa
Prowadził badania naukowe w zakresie botaniki z wykorzystaniem mikroskopu. Był znawcą flory Królestwa Polskiego, interesowały go szczególnie rejony: Ząbek, Zielonki, Rembertowa, Anina i Lasów Kabackich. Był autorem wielu publikacji naukowych; publikował m.in. w Sylwanie, Rocznikach Warszawskiego Towarzystwa Przyjaciół Nauk. Był autorem pierwszego nowoczesnego podręcznika dendrologii Opisanie drzew i krzewów leśnych Król. Pol. (1827).

## Ogród Botaniczny
Michał Szubert założył Ogród Botaniczny Uniwersytetu Warszawskiego. Od 1816-1848 pełnił funkcję dyrektora ogrodu botanicznego przy Szkole Lekarskiej w tym samym roku przejęty przez Uniwersytet Warszawski. Pierwotnie nazwano go "Ogrodem Królewskim", a Ogród mieścił się na skarpie na tyłach Pałacu Kazimierzowskiego. Car Aleksander I wydał zgodę na przeniesienie Ogrodu do północnej części wykupionego terenu między Belwederem a Agrykolą. W związku z dużym zaangażowaniem zgromadził w ciągu 6 pierwszych lat 10 000 gatunków roślin. Brał czynny udział w powstaniu listopadowym. W ramach reperkusji zlikwidowano Uniwersytet, a teren Ogrodu zmniejszono o 2/3. W wyniku czego ogród zaczął podupadać. Po przejściu na emeryturę jego następcą został Ignacy Hanusz.
Zrezygnował z funkcji dyrektora ogrodu po ciężkim dla siebie okresie, kiedy to odeszła z pracy w ogrodzie znaczna część zaangażowanych pracowników.

## Działalność pozazawodowa
Aktywny działacz parafii ewangelicko-augsburskiej Świętej Trójcy w Warszawie. W latach 1830–1834 Prezes Kolegium Kościelnego. Pochowany na Cmentarzu ewangelicko-augsburskim w Warszawie.

## Rodzina
Jego żoną była Zofia Szwarc.

## Spoczywa
Pochowany został wraz z żoną na Cmentarzu ewangelicko-augsburskim w Warszawie, w alei 6, grób 12.

## Upamiętnienie
Na jego cześć prof. Ch. Misbel we Francji zmienił nazwę rośliny Cupressus disticha na Schubertia disticha (obie nazwy są uznawane współcześnie za synonim Taxodium distichum – cypryśnik błotny).
W Ogrodzie Botanicznym Uniwersytetu Warszawskiego znajduje się popiersie Michała Szuberta.
W Ząbkach znajduje się park im. Michała Szuberta.

## Dzieła (wybór)
- Monografja sosny pospolitej (1820)
- Rozprawa o składzie nasienia i początkowem rozrastaniu się zarodka (1824)[8]
- Spis roślin ogrodu botanicznego Królewsko-Warszawskiego Uniwersytetu (1920) .[9]
- O składzie wew. roślin, okazanym na bzie pospolitym
- Opisanie drzew i krzewów leśnych Król. Pol. (1827)[10]